# Andrej Panjukov
Andrej Vladimirovič Panjukov (in russo Андрей Владимирович Панюков?; Mosca, 25 settembre 1994) è un calciatore russo, attaccante svincolato.

## Carriera

### Club
L'11 giugno 2016 passa al Nîmes in prestito con diritto di riscatto.

### Nazionale
Ha giocato nelle nazionali giovanili russe Under-17, Under-18, Under-19 ed Under-21.